# Drawn Together
Drawn Together est une série télévisée d'animation américaine pour les adultes en 36 épisodes de 22 minutes, créée par Dave Jeser et Matthew Silverstein et diffusée entre le 27 octobre 2004 et le 14 novembre 2007 sur Comedy Central.
En France, la série a été diffusée à partir du 17 juillet 2006 sur Canal+.

## Synopsis
Cette série satirique se moque du concept de la télé réalité de type Big Brother (ou Loft Story), et s'ancre dans une certaine vulgarité et violence en se moquant des stéréotypes du dessin animé mais aussi de la société américaine.
La série reprend ainsi différents styles de dessin et codes graphiques propres à l'univers de chacun des personnages caricaturés.

## Personnages
Ce sont des caricatures parodiques de certains personnages de dessins animés et leur genre, ainsi que de personnages types de la télé-réalité :
- Capitaine Hero (VO: Captain Hero) : pastiche de Superman et d'autres super-héros, dessiné à la Bruce Timm. Devenu un macho préférant jouer de ses muscles pour attirer les filles plutôt que pour sauver le monde. Il possède des pattes de T-Rex en dessous des pectoraux comme tous les Zebulonien et est également Pansexuel en raison de toutes les formes de sexualité qu'il pratique dont des déviances tel que la nécrophilie. Il est l'un des seuls à ne pas se soucier de l'obésité de Toot.
- Foxxy Love : pastiche de Valérie de Josie and the Pussycats et des séries Hanna-Barbera des années 1970 : The Jackson Five Adventures, Scoobidoo, Captain' Caverne… C'est une jeune femme noire qui devient un stéréotype caricatural de la communauté afro-américaine. Comme son nom l'indique, elle possède des oreilles et une queue de renard, à la manière d'un personnage kemonomimi. Elle est nymphomane et pansexuelle, elle a embrassé Clara à plusieurs reprises et également couché avec n'importe quoi, y compris Scooby Doo. Elle a un fils appelé Timmy, qu'elle a abandonné dans un orphelinat.
- Ling-Ling : pastiche de Pikachu des Pokémon et autres animés. C'est une sorte de grosse souris s'exprimant dans un jargon pseudo-asiatique sous-titré. Comme tous les monstres asiatiques de cartes de combat de son espèce, il sécrète une drogue hallucinogène très puissante lorsqu'il est déçu. Comme personnage type de la télé réalité, il représente l'étranger face au choc des cultures. Il est en froid avec son père.
- Toot Braunstein : pastiche de Betty Boop, devenue grosse, boulimique, dépressive, vicieuse, ridée, nymphomane, alcoolique et adepte de l'automutilation. Représente la has-been du show-biz. Elle serait hermaphrodite et juive. Elle se coupe souvent la cuisse pour moins souffrir. Elle pense être, physiquement, la vraie femme. Elle a des sentiments pour Xandir.
- Princesse Clara : pastiche des princesses et héroïnes féminines des films animés Disney, devenue une femme démesurément intolérante et remplie de préjugés n'étant que très rarement sortie du palais de son père. Elle est dessinée à la façon d'un Disney avec des contours colorés. Représente aussi la bourgeoise conservatrice anti-avortement, raciste et homophobe. Elle n'était qu'une petite fille quand sa vilaine belle-mère a jeté un sort sur son vagin. Elle fait souvent des références au Seigneur des Anneaux.
- Xandir : pastiche de Link de The Legend of Zelda et autres héros efféminés d'heroic-fantasy et de jeux vidéo, devenu gay depuis que Toot l'a dégoûté de la sexualité féminine. Après sa rencontre avec le « génie » Xandir assumera son homosexualité. Il ressent des sentiments pour Capitaine Hero. Il dit souvent des phrases du genre « je mène une quête sans fin pour sauver ma chère fiancée ».
- Spanky Ham : pastiche des personnages de films animés Flash vulgaires d'internet, en particulier de Newgrounds.com, c'est une mascotte d'un site pour ados attardés remplis de pop-up pornographique. Devenu un cochon dans les deux sens du terme, vulgaire, pervers, brutal et scatophile, mal animé avec des gros contours noirs. Il serait musulman depuis le mois d'août 2001.
- Wooldoor Sockbat : pastiche de Bob l'éponge et d'autres toons agaçants, devenu le souffre-douleur et le comique l'animation de service. Il a 13 ans mais il serait en fait un schizophrène de 33 ans qui a la jaunisse, il est très naïf et facilement manipulable, toute sa famille a été victime d'un génocide causée par les ancêtres de Stramberry Sweetcake, sa pire ennemie. Il serait catholique, mais sa religion est plutôt ambiguë.

### Personnages secondaires
- Le producteur juif : producteur de l'émission, il se masturbe souvent.
- Bleh : la cousine attardée mentale de Clara. Elle a couché avec Capitaine Hero pour 50 dollars. Elle cite souvent des critiques du film « Sam, je suis Sam ». Elle est plus belle que sa cousine.
- Incroyable Élastique Girl : amie d'école du Capitaine Hero. Elle voulait se marier avec lui pour ses 30 ans.
- Ni-Pul : promise de Ling-Ling.
- Bob le concombre pastiche de la VeggieTales et des autres cartoons chrétiens.
- Strawberry SweetCake : colocataire provisoire en remplacement de Wooldor (pastiche de Charlotte aux fraises). Elle et Wooldoor sont les pires ennemis au monde.
- Octopussoir : monstre faisant office de vagin pour Clara en raison d'une malédiction lancée par sa belle-mère. Il fait vomir tout le monde.
- Judge Fudge (toujours occupé à être délicieux) : ancien gagnant de Drawn Together.
- Steve de Long Island
- Le roi : père de Clara. Il est responsable du racisme de sa fille.

## Distribution

### Voix originales
- Foxxy Love : Cree Summer (VF : Christèle Wurmser)
- Capitaine Hero : Jess Harnell (VF : Adrien Antoine)
- Xandir P Whifflebottom : Jack Plotnick (VF : Yoann Sover)
- Toot Brunstein et princesse Clara: Tara Strong (VF : Valérie Karsenti)/(VF : Sarah Marot)
- Wooldor Sockbat : James Arnold Taylor (VF : Sébastien Desjours)
- Spanky Ham : Adam Carolla (VF : Christophe Lemoine)
- Ling-Ling : Abbey McBride (VF : Christophe Lemoine)

## Épisodes

### Première saison (2004)
1. On emménage (Hot Tub)
2. Octopissou (Spécial Halloween) (Clara's Dirty Little Secret)
3. Xandir sort du placard (Gay Bash)
4. Compète de bouffe (Requiem for a Reality Show)
5. La cousine bête (The Other Cousin)
6. La princesse se lache (Dirty Pranking Number 2)
7. Coups de théâtre (The One Wherein There Is A Big Twist [1/2])

### Deuxième saison (2005-2006)
1. Coup de théâtre (The One Wherein There Is A Big Twist [2/2])
2. Foxxy contre les étudiants du cégèp (Foxxy vs. the Board of Education)
3. Le petit orphelin (Little Orphan Hero)
4. Pacte de mariage du Capitaine Hero (Captain Hero's Marriage Pact)
5. Titre français inconnu (Clum Babies)
6. Fantômes dans la machine à sous (Ghostesses in the Slot Machine)
7. Super Nounou (Super Nanny)
8. Termes d'affection (Terms of Endearment)
9. Capitaine Fille (Captain Girl)
10. Une histoire de deux vaches (A Tale of Two Cows)
11. Xandir et Tim, assis dans un arbre (Xandir and Tim, Sitting in a Tree)
12. Titre français inconnu (The Lemon AIDS Walk)
13. Titre français inconnu (A Very Special Drawn Together Afterschool Special)
14. La maladie d'Alzheimer (Alzheimer's That Ends Well)
15. Titre français inconnu (The Drawn Together Clip Show)

### Troisième saison (2006-2007)
1. Monstres et Grecs (Freaks & Greeks)
2. Table ronde multiculturelle progressive non traditionnelle de Giggle-Wiggle Funny Tickle de Wooldoor Sockbat! (Wooldoor Sockbat's Giggle-Wiggle Funny Tickle Non-Traditional Progressive Multicultural Roundtable!)
3. Orthographe Applebee Spelling Applebee's)
4. Titre français inconnu (Unrestrainable Trainable)
5. Titre français inconnu (N.R.A.Y RAY)
6. Le royaume du Mexique (Mexican't Buy Me Love)
7. Perdu dans l'espace de stationnement, Partie 1 (Lost In Parking Space, Part One)
8. Perdu dans l'espace de stationnement, Partie 2 (Lost In Parking Space, Part Two)
9. Titre français inconnu (Drawn Together Babies)
10. Titre français inconnu (Nipple Ring Ring Goes to Foster Care)
11. Titre français inconnu (Toot Goes Bollywood / Fat Albert and the Gang Bang)
12. Nourriture pour le petit-déjeuner (Breakfast Food Killer)
13. Charlotte et la Toile des Menssonges (Charlotte's Web of Lies)
14. Titre français inconnu (American Idol Best of Show)

## Film
Un film nommé The Drawn Together Movie: The Movie! est sorti le 20 avril 2010.